# Carter–Finley Stadium
Carter-Finley Stadium – stadion w Raleigh, Karolina Północna, Stany Zjednoczone należący do North Carolina State University. Głównie wykorzystywany przez uniwersytecką drużynę NC State Wolfpack na spotkania futbolu  amerykańskiego.
Stadion otwarty został 8 października 1966. Zastąpił używany od 1907 Riddick Stadium. Pojemność stadionu wynosiła 41 000 widzów. Po przebudowie w 2021 pojemność wynosi 56 919 widzów.
Na stadionie odbyły się liczne koncerty, między innymi: The Rolling Stones, Pink Floyd, U2.
18 lutego 2023 na stadionie w meczu hokejowym, w ramach ligi NHL, zmierzyły się drużyny Carolina Hurricanes i Washington Capitals.